# Michał Szymczak
Michał Szymczak – polski łucznik sportowy.

## Życiorys
Był dwukrotnym mistrzem Polski w wieloboju indywidualnie (1976, 1982), reprezentował kluby Drukarz Warszawa oraz Marymont Warszawa. W pierwszym z klubów przeszedł do historii jako jeden z łuczników osiągających najlepsze międzynarodowe rezultaty. Na mistrzostwach Europy w łucznictwie w 1972 w wieloboju indywidualnie zajął 21. miejsce. Na mistrzostwach świata w łucznictwie w 1975 w wieloboju drużynowym (razem z Wojciechem Szymańczykiem i Janem Popowiczem) zajął czwarte miejsce, a w 1981 w wieloboju indywidualnie dotarł w końcowej klasyfikacji do 34. pozycji.